# アホバッカ
アホバッカ (オランダ語:Afobaka)(アフォバッカとも)は、スリナム、ブロコポンド地方の村である。1960年と1964年の間に全長1913メートルのアホバッカダムがスリナム川に造られ,ブロコポンド貯水池が出来た。周辺には
アホバッカ空港がある。

## 施設
アホバッカには医療救済センターが存在する。

## インフラ
2009年現在、米州開発銀行による総額100万ドルの支給でアホバッカ・パラナム間の高速道路の建設計画があった。